# CIA World Factbook

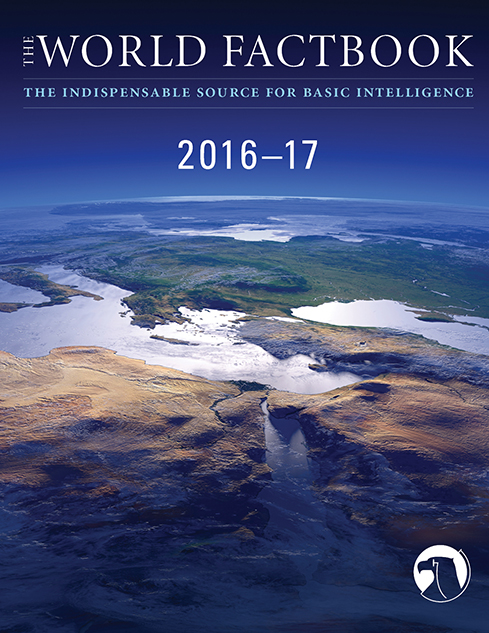
La copertina del CIA World Factbook

Il CIA World Factbook è una pubblicazione annuale della CIA che riporta i dati statistici fondamentali e una sintesi di informazioni riguardanti tutti i Paesi del mondo.
Inizialmente la pubblicazione era destinata esclusivamente ai dipendenti di organi governativi statunitensi, venne pubblicato per la prima volta nel 1962 come documento riservato. Dal 1971 ne esiste una versione pubblica.

## Copyright

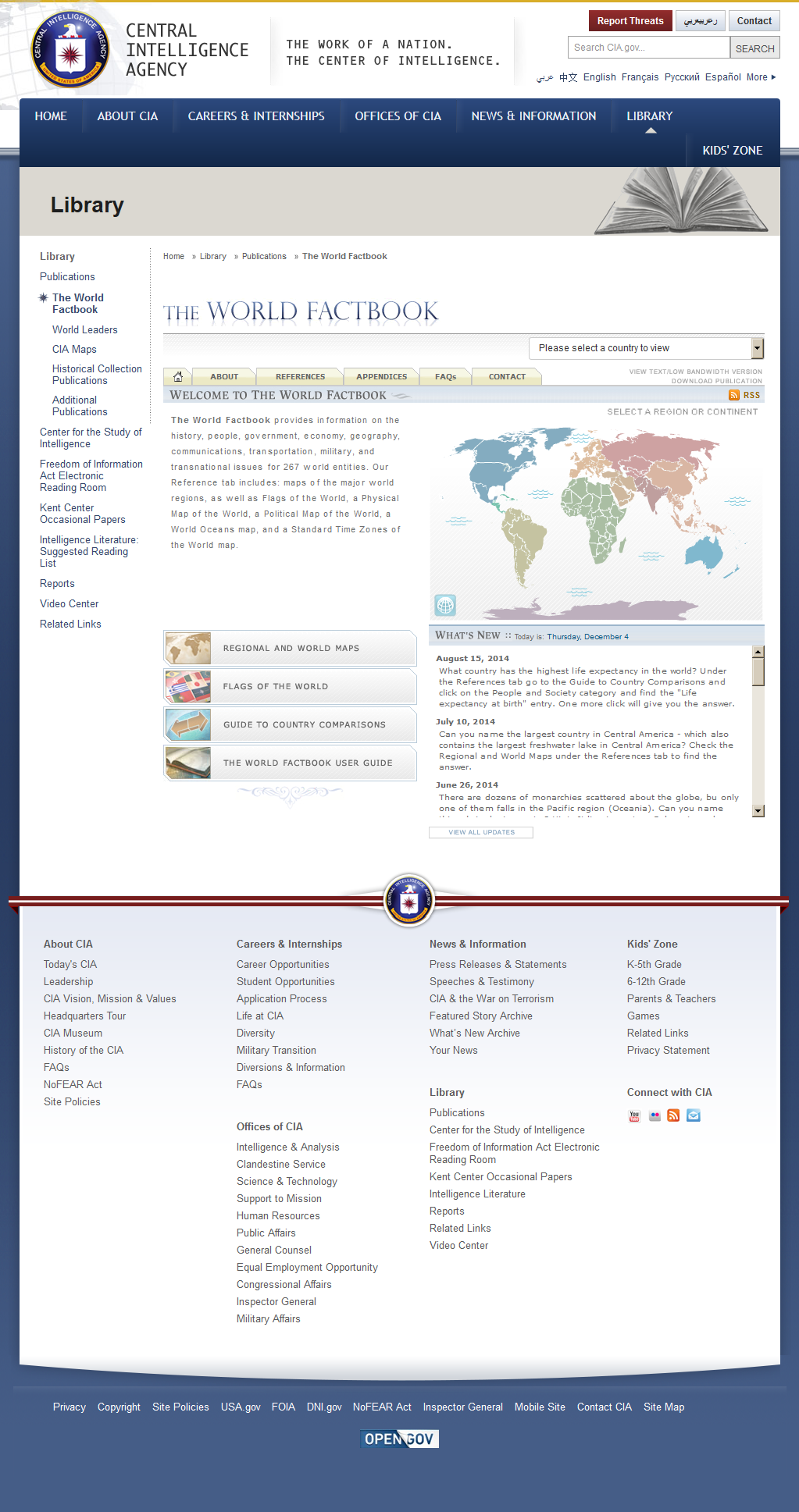
The World Factbook online (2014)

L'intera pubblicazione, immagini comprese, è di pubblico dominio. Il CIA World Factbook è quindi una fonte di pubblico dominio di immagini quali mappe geografiche e bandiere.
(CIA, Informazioni sul copyright, 14 giugno 2006)

## Fonti
Il Factbook CIA usa le fonti sotto elencate oltre ad altre fonti private e pubbliche.
- Antarctic Information Program (National Science Foundation)
- Armed Forces Medical Intelligence Center (Department of Defense)
- Bureau of the Census (Department of Commerce)
- Bureau of Labor Statistics (Department of Labor)
- Council of Managers of National Antarctic Programs
- Defense Intelligence Agency (Department of Defense)
- Department of Energy
- Department of State
- Fish and Wildlife Service (Department of the Interior)
- Maritime Administration (Department of Transportation)
- National Geospatial-Intelligence Agency (Department of Defense)
- Naval Facilities Engineering Command (Department of Defense)
- Office of Insular Affairs (Department of the Interior)
- Office of Naval Intelligence (Department of Defense)
- Oil & Gas Journal
- United States Board on Geographic Names (Department of the Interior)
- United States Transportation Command (Department of Defense)